# Spastica avicolle
Spastica avicolle là một loài bọ cánh cứng trong họ Meloidae. Loài này được miêu tả khoa học năm 1829-44 bởi Chevrolat.